# April Benayoum
April Benayoum est une mannequin et reine de beauté française, née le 16 mars 1999 à Aix-en-Provence (Bouches-du-Rhône).
Elle est élue Miss Pays d'Aix 2020, puis Miss Provence 2020, succédant à Lou Ruat, puis en décembre 2020 devient la première dauphine de Miss France 2021, Amandine Petit. Elle devient Miss World France 2021 et participe à la 70e édition du concours Miss Monde où elle se classe dans le top 10.

## Biographie

### Enfance et jeunesse
April Benayoum est née le 16 mars 1999 à Aix-en-Provence, dans les Bouches-du-Rhône, d'un père nommé Didier, adjudant-chef de gendarmerie dans la brigade d'Éguilles,;  d'origine israélo-italienne et d'une mère Nelly, accompagnante éducative et sociale, d'origine serbo-croate. Sa grand-mère, Georgette Ivaldi a été Miss Marseille dans les années 1950,.
April Benayoum a grandi dans diverses villes de la région Provence-Alpes-Côte d'Azur, tels que Menton, Martigues, Venelles ou Eguilles au gré des diverses mutations de son père gendarme. Après l'obtention de son baccalauréat littéraire. Elle poursuit des études de commerce ; elle finit diplômée d'un BTS en commerce international (durant lequel elle effectue un stage à Londres) et d'un bachelor en marketing.

### Concours Miss France 2021
Le 29 août 2020, elle participe au concours de Miss Pays d'Aix qu'elle remporte face à treize candidates. Elle est sacrée Miss Provence 2020 le 24 octobre 2020 et succède à Lou Ruat, Miss Provence 2019 et 1re dauphine de Clémence Botino, Miss France 2020.
Le 19 décembre de la même année, elle participe au concours Miss France 2021 où elle termine 1re dauphine derrière Amandine Petit(miss Normandie) au Grand Carrousel du Puy du Fou, dans les Pays de la Loire. Elle arrive à égalité de points avec Amandine Petit après la fusion des classements des votes du jury et du public. Cependant, en cas d’égalité de points entre des candidates finalistes, le règlement Miss France 2021 prévoyait, de donner l'avantage à « celle qui a obtenu le meilleur classement dans le vote des téléspectateurs ». Ainsi, April Benayoum termine deuxième du concours. Grâce à son classement, la région Provence est classée pour la 4e année consécutive, et voit sa Miss devenir 1re dauphine pour la seconde année consécutive.
April Benayoum, Miss Provence 2020 et dauphine d'Amandine Petit, est visée le jour de l'élection par de nombreux commentaires antisémites sur les réseaux sociaux après avoir révélé que son père était d'origine israélienne. Amandine Petit juge « extrêmement décevants » ces « propos déplacés » visant sa dauphine, à qui elle apporte son « soutien ». De nombreux hommes politiques dont le ministre de l'Intérieur et la LICRA condamnent cette haine. Elle reçoit de nombreux soutiens dont ceux d'Éric Ciotti, député LR des Alpes-Maritimes, Christian Estrosi, maire de Nice, Renaud Muselier, président de la région Provence-Alpes-Côte d'Azur ou encore Gérald Darmanin, ministre de l'intérieur. Par la suite, Marlène Schiappa saisit la justice au titre de l'article 40 du Code de procédure pénale. En septembre 2021, huit personnes sont jugées pour ces messages antisémites, le délit retenu étant l'injure aggravée,.

### L'après Miss France
Grâce à sa participation à Miss France, April Benayoum signe un contrat avec l'agence Talent Lab et avec Shauna Events, une agence gérée par Magali Berdah. Elle défile par la suite en janvier 2021 pour la marque Guess en Italie.
En janvier 2021, April Benayoum fait la couverture de Elle, en compagnie du mannequin Christelle Yambayisa. Un mois plus tard il est annoncé qu'April Benayoum devient la nouvelle ambassadrice de la marque de prêt-à-porter Camaieu,.
En mars 2021, elle fait partie des visages des cent neuf Marianne dévoilées par la ministre Marlène Schiappa lors de l'inauguration de l'exposition au Panthéon.
En mai 2021, elle participe au tournage de l’émission Fort Boyard, diffusée le 24 juillet, dans une équipe emmenée par l'acteur Maurice Barthélémy au profit de l'association P-WAC, dont ce dernier est parrain, qui aide à la protection des primates.
En juin 2021, elle participe au Casa Fashian Show aux côtés d'Amandine Petit et de Lara Gautier, Miss Côte d'Azur.
Au mois de juillet, elle est invitée à la 74e édition du Festival de Cannes.
En mars 2022 April Benayoum devient le visage de la marque de bijoux Aparajan Paris.
En mai 2022 elle défile à nouveau lors du Casa Fashian Show. April Benayoum est également présente au 75ème festival de Cannes.

### Concours Miss Monde 2021
Le 22 octobre 2021, lors de la soirée de l'élection de Miss Côte d'Azur 2021, April Benayoum est désignée par Sylvie Tellier et le comité Miss France pour représenter la France lors de la 70e édition du concours Miss Monde 2021.
Les préparatifs au concours débutent le 21 novembre 2021 à Porto Rico. Les candidates y effectuent quatre semaines de préparation avant la tenue de la cérémonie qui est initialement prévue le 16 décembre 2021. À quelques heures de la cérémonie, la finale du concours est reportée au 16 mars 2022, en raison de plusieurs cas de Covid-19 parmi les candidates, toujours à San Juan. Les candidates rentrent toutes dans leur pays respectif.
La finale se déroule  à San Juan le 16 mars 2022, April se classe 8e.

## Émissions télévisées
- 2020 : Miss France 2021 (TF1) : candidate
- 2021 : Influenceurs, une vie de rêve à Dubaï (C8)[26] : participante
- 2021 : Fort Boyard (France 2) : participante
- Depuis 2022 : Touche pas à mon poste ! (C8) : chroniqueuse